# Por Favor
Por Favor fou una revista d'humor editada a Barcelona entre 1974 i 1978. Constava com a director Eduardo Arce, però els seus principals impulsors i ideòlegs foren Jaume Perich i Manolo Vàzquez Montalbán. Segons Ignacio Fontes i Manuel Ángel Menéndez, aquesta revista fou "l'intent més rodó i ideològicament més compromès de la premsa d'humor de la transició." El seu format era de 23,5 x 30 cm, la periodicitat setmanal i el nombre de pàgines habitual, 36, amb un preu de 25 pessetes el número 1, 30 ptes. a partir del 18, i 35 pta. a partir del núm 45. La coberta i algunes pàgines interiors eren a tot color.

## Història
El primer número va aparèixer el 4 de març de 1974, gairebé coincidint amb l'execució de la sentència de mort de Salvador Puig Antich, amb una tirada de 100.000 exemplars que es va esgotar aviat. Era una iniciativa de l'editor José Ilario (que ja havia editat la revista Barrabás, i seria el primer editor de El Jueves), que va proposar Perich i Montalbán que fessin la revista que desitgessin. Perich va deixar així la revista Hermano Lobo (i se'n va endur Forges), per fer Por Favor. Amb una plantilla de luxe formada per José Martí Gómez, Antonio Álvarez Solís, Josep Ramoneda, Juan Marsé, Maruja Torres, Ángel Casas, José Luis Guarner, Amando de Miguel, Joan Fuster, Fernando Savater o Joan de Sagarra als textos, i Cesc, Forges, Núria Pompeia, Jaume Bach, Juan José Guillén, Máximo (que també hi escrivía), Romeu, Vallès, Martínmorales, o El Cubri. Aviat incorporà interessants dibuixants de l'estranger com Quino, Fontanarrosa o Reiser.
Al quart mes de vida, Por Favor fou castigat amb quatre mesos de suspensió i 250.000 pessetes de multa, la pena màxima que preveia la Llei de Premsa. Les sancions, suspensions, segrestos (números 18, 35, 55 71, 72...) i expedients se succeirien en l'atzarosa vida de la publicació. Quan la revista era suspesa, la redacció confeccionava una publicació alternativa que continuava sortint cada setmana, amb un altre nom: Muchas Gracias.
El setembre de 1975 passà a ser editada per Garbo ediciones, fins al juliol de 1978 que va deixar de publicar-se. D'octubre a desembre va aparèixer una segona època (amb el títol "Nuevo Por Favor"), dirigida per Josep Martí Gómez, Josep Ramoneda i Gin, però l'aventura no va reeixir.

## Continguts
Por Favor fou una publicació molt polititzada. Seguia el fil de l'actualitat, al contrari de gairebé totes les altres revistes d'humor del moment (La Codorniz, Cucú, Hermano Lobo, Mata Ratos...), que publicaven textos i acudits molt més intemporals. Els textos són molt crítics (dins les possibilitats del moment), i de gran qualitat literària. El conjunt de la revista és coherent, i conté seccions de crítica de cinema, literatura, música, a banda de seccions que esdevindrien cèlebres, com "Señoras y señores" de Juan Marsé, o "Diario Apócrifo" de Máximo, "La entrevista Salvaje" de Maruja Torres, o "El séptimo de Caballería" amb textos de Montalbán i dibuixos de Perich.

## Col·laboradors
Literaris
- Manuel Vázquez Montalbán
- Antonio Álvarez Solís
- Máximo San Juan
- Maruja Torres
- Juan Marsé
- Josep Martí Gómez
- Josep Ramoneda
- Ángel Casas
- José Luis Guarner
- Amando de Miguel
- Fernando Savater
- Joan de Sagarra
- Joan Fuster

Gràfics
- Perich
- Cesc
- Forges
- Núria Pompeia
- Jaume Bach
- Juan José Guillén
- Máximo
- Romeu
- Vallès
- Martínmorales
- El Cubri
- Gin